# Amato Amati
Amato Amati (Monza, 24 gennaio 1831 – Roma, 26 marzo 1904) è stato un geografo e storico italiano.

## Biografia
Laureatosi in lettere nel 1852, intraprese la carriera d'insegnante e la svolse in varie città lombarde e venete. Nel 1879 fu nominato provveditore agli studi di Cagliari. Scrisse varie opere patriottiche e altre per l'abolizione della pena di morte.

## Principali opere e pubblicazioni

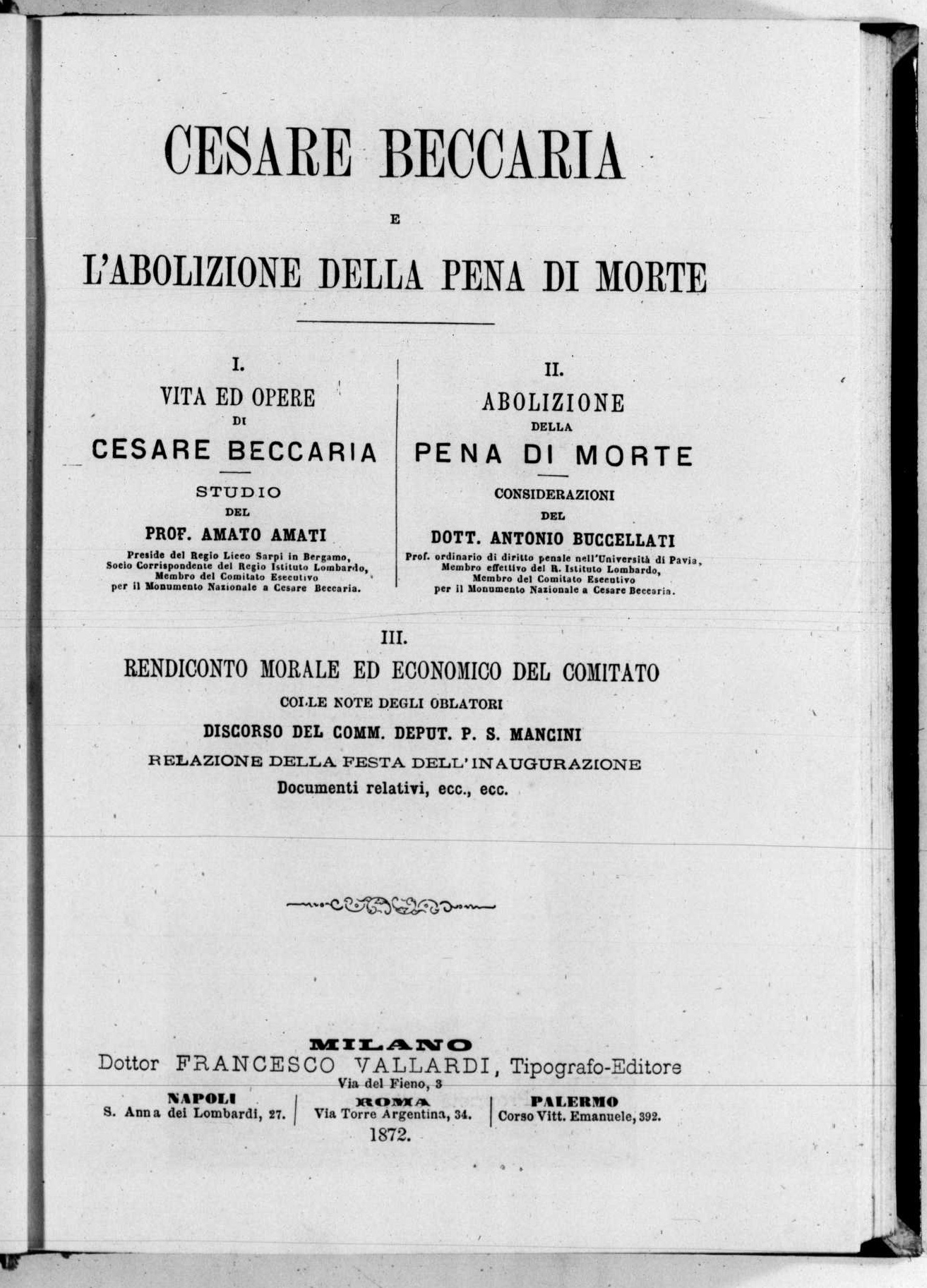
Cesare Beccaria e l'abolizione della pena di morte, 1872

- Dell'Australia e della fondazione d'una colonia con bandiera italiana / memoria del prof. Amato Amati letta nelle adunanze del 5 marzo e 2 aprile 1868, Milano: Tip. Bernardoni, 1868
- Vita ed opere di Cesare Beccaria, in Cesare Beccaria e l'abolizione della pena di morte, Milano, F. Vallardi, 1872.
- Dei rapporti di alcuni passi della Vita Nuova colla Divina Commedia / nota del S. C. prof. Amato Amati, Milano: tip. Bernardoni, 1875
- Proemi nella Divina Commedia / Padova: Tipografia Gio. Batt. Randi, 1891
- Elementi di geografia dell'Italia: sotto l'aspetto fisico, intellettuale, economico, topografico-militare, storico e politico / Milano: Gnocchi ed., 1861
- Del nesso fra l'istruzione primaria e la secondaria e fra i varj rami dell'una e dell'altra secondo i vigenti regolamenti: memoria / Milano: Tip. Bernardoni, 1870
- Dell'analfabetismo in Italia: città e campagna / nota del prof. A. Amati, letta al R. Istituto lombardo dell'adunanza del 18 febbraio 1886, 18 p.; 24 cm.((Prima del titolo: Pubblica istruzione
- Dizionario etimologico di dodicimila vocaboli italiani derivati dal greco / con P.E. Guarnerio, Milano: F. Vallardi, 1901
- Aristide gabelli: Studio biografico, Padova: Fratelli Drucker Edit., 1893
- Aristide gabelli: Studio biografico, Padova: Fratelli Drucker Edit., 1893
- Carlo Ravizza: studio biografico, Milano: Stab. Tip. della Casa edit. dott. Francesco Vallardi, 1896
- I proemi nella Divina Commedia, Padova: Tip. Giov. Batt. Randi, 1891
- L'analfabetismo in Italia: Studio statistico, Novara: Stab. Tip. Lit. Dei Fratelli Miglio, 1888
- Il risorgimento del comune di Milano: studio storico su documenti patrii editi ed inediti /  Milano: tip. A. Lombardi, 1865
- Dizionario dei Comuni del mantovano, del Veneto, del Tirolo e dell'Illirico italiano: coll'aggiunta di tavole statistiche risguardanti la circoscrizione territoriale / compilato sui dati più recenti per cura di Amato Amati, Milano: F. Vallardi, 1863
- Dizionario dei Comuni dell'Italia: con appendice contenente tutte le modificazioni avvenute dal 1863 al 1868 / compilato da Amato Amati, Milano: F. Vallardi, 1868
- Le benefattrici della casa di Turate, Milano: Tip. Martinelli, 1903
- L'Istria sotto l'aspetto fisico, etnografico, amministrativo, storico e biografico: studi di Amato Amati e Tomaso Luciani, Milano: F. Vallardi, 1867